# Agitación térmica

Animación mostrando la agitación térmica de un gas. Cinco partículas han sido coloreadas de rojo para facilitar el seguimiento de sus movimientos.

La agitación térmica es el movimiento caótico que tienen las moléculas dependiendo de la temperatura y del estado de agregación.
Por movimiento caótico se entiende un movimiento no ordenado, cada una se mueve en un sentido y constantemente están cambiando su dirección y sentido de movimiento.
La dependencia con la temperatura es, a mayor temperatura, mayor agitación térmica y viceversa.
La dependencia con el estado de agregación está ligado a las interacciones intermoleculares en estado gaseoso, líquido y sólido. En estado gaseoso existe menor interacción intermoleculares y las moléculas son "más libres" de moverse como quieran; mayor agitación térmica. En estado sólido, las interacciones moleculares son mayores y la agitación térmica puede ser una mera vibración; digamos que "unas a otras no se dejan moverse libremente". Y en estado líquido, es un intermedio entre el estado gaseoso y sólido.
El calor representa la cantidad de energía que un cuerpo transfiere a otro como consecuencia de una diferencia de temperatura entre ambos. El tipo de energía que se pone en juego en los fenómenos caloríficos se denomina energía térmica.
El carácter energético del calor lleva consigo la posibilidad de transformarlo en trabajo mecánico. Sin embargo, la naturaleza impone ciertas limitaciones a este tipo de conversión, lo cual hace que sólo una fracción del calor disponible sea aprovechable en forma de trabajo útil, según la termodinámica.
Las ideas acerca de la naturaleza del calor han variado apreciablemente en los dos últimos siglos.
Las experiencias de Joule (1818-1889) y Mayer (1814-1878) sobre la conservación de la energía, apuntaban hacia el calor como una forma más de energía. El calor no sólo era capaz de aumentar la temperatura o modificar el estado físico de los cuerpos, sino que además podía moverlos y realizar un trabajo.
Las máquinas de vapor que tan espectacular desarrollo tuvieron a finales del siglo XVIII y comienzos del XIX eran buena muestra de ello. Desde entonces las nociones de calor y energía quedaron unidas y el progreso de la física permitió, a mediados del siglo XIX, encontrar una explicación detallada para la naturaleza de esa nueva forma de energía, que se pone de manifiesto en los fenómenos caloríficos.